# Copenhagen Jazz Festival
Copenhagen Jazz Festival er en årlig afholdt festival for jazz- og verdensmusik, der har været afholdt i København siden 1979. Festivalen er ikke samlet ét sted, koncerterne afholdes derimod rundt omkring på byens forskellige spillesteder, kulturinstitutioner, muséer, parker o.l. Festivalen har lige fra begyndelsen tiltrukket store navne fra hele verden, eksempelvis Sonny Rollins, Herbie Hancock, Dizzy Gillespie, McCoy Tyner, Oscar Peterson, Ray Charles, Michel Petrucciani, Niels-Henning Ørsted Pedersen, Keith Jarrett, Wayne Shorter, John Scofield, Pat Metheny, Michel Camilo, Ornette Coleman, Svend Asmussen Quartet, Richard Bona, Tony Allen, Chick Corea, Bobby McFerrin, Tony Bennett & Lady Gaga. Festivalens samlede publikumstal er over 250.000 årligt med besøgende fra hele verden.
Det særlige ved festivalen har været kombinationen af internationalt orienterede betalingskoncerter med gratis udendørskoncerter på byens torve og græsarealer direkte i kontakt med publikum og hovedstadens pulserende gadeliv. Det har skabt en synergieffekt mellem musik, publikum og storby. Og det har gjort jazzen mere synlig på grund af danske og internationale navne, der har givet koncert i bybilledet på Gråbrødre Torv, Gl. Torv, Nytorv, Kongens Have, Kultorvet, Frue Plads, Mindeankret og Vandkunsten.
Siden 2001 har Copenhagen Jazz Festival haft en landsdækkende søskendefestival med navnet Vinterjazz, som finder sted hvert år i januar/februar måned. Vinterjazz samler hvert år omkring 300 koncerter rundt på jazzklubberne i hele landet.

## Historie
Copenhagen Jazz Festival blev grundlagt i 1979, da Poul Bjørnholdt fra Copenhagen City Center i juli 1979 i samarbejde med Kay Sørensen fra Jazzhus Montmartre] og byens øvrige relativt få jazzspillesteder lancerede en ugelang festival med 75 koncerter. "Der var næppe nogen, der havde forestillet sig, at festivalen stadig ville eksistere tre årtier senere og nu som en kulturel magtfaktor i København med op mod 1000 koncerter, fordelt på næsten 100 spillesteder, et budget på mange millioner og deltagelse af angiveligt langt over 200.000 mennesker."
Ved siden af gratiskoncerterne har festivalen arrangeret større koncertbegivenheder med internationale stjernenavne og fungeret som paraply for arrangører fra de etablerede jazzklubber som Drop Inn, 10'eren, Jazzhus Montmartre, La Fontaine, Sabines Cafeteria, Palæ Bar, Det lille Apotek, Jazzkælderen, Bartof Café og Jazzcup. Festivalen udviklede sig derfor hurtigt til en årlig arbejdshøjtid for danske jazzmusikere.
I 1985 blev Copenhagen Jazz Festival stiftet som en selvejende fond med en bestyrelse, der repræsenterede jazzmiljøet, pressen og turistindustrien. Jens Erik Sørensen var den første formand, der sammen med de andre frivillige koordinerede begivenheden. Man lancerede også New Music Orchestra, ledet af Erling Kroner, der opførte ny orkestermusik, skrevet af yngre danske komponister. Med dette begyndte også traditionen med at lade et stort ensemble afslutte festivalen i Montmartre. Traditionen blev overtaget af Copenhagen Jazzhouse med Niels Jørgen Steen A-Team og Jan Kaspersen Special Occasion Band i 1992 og 1996-2005.
Spillestedet Montmartre var med til at introducere de store udendørs koncerter, der begyndte med koncerter på Christiansborg Slotsplads i 1985 og på Ridebanen bag Christiansborg i 1986-87. Festivalsekretariatet videreførte idéen under konceptet Giant Jazz på Ridebanen i 1990-1994 og senere i Cirkusbygningen, Glassalen, Det Kongelige Teater, Operaen og Skuespilhuset.
I 1987 lancerede Copenhagen Jazz Festivalen konceptet børnejazz i samarbejde med musikpædagogen Grethe Agatz. Hun trak sig tilbage som 84-årig i 1997, men børnejazzen/Jazz For Kids eksisterer frem til den dag i dag.
Anders Laursen tiltrådte som formand i 1990 og med sin musikpolitiske tæft banede han vej for flere midler til Copenhagen Jazz Festival. Da København i 1996 var europæisk kulturby, fik festivalen yderligere bevillinger fra Kulturby 96, hvor man satsede på flere store koncerter. Samme år lancerede man koncerttemaet Future Sound Of Jazz, der markerede en ny æra i mødet mellem jazz og elektronisk musik.
Efter årtusindeskiftet var foreningerne bag Jazz Club Loco, Christiania Jazzklub og Christianshavn Beboerhus med til at skabe ny scener for den unge og frittænkende avantgarde- og indiejazz. Denne generation blev hurtigt en del af festivalen, bannerført af navne som Kresten Osgood, Søren Kjærgaard, Jacob Anderskov, Jakob Bro, Maria Laurette Friis, Mark Solborg, Peter Bruun og Stefan Pasborg.
Copenhagen Jazz Festival blev præsenteret som ordkombination tilbage i 1962 og blev manifesteret som en dag med koncerter i Odd Fellow Palæet, hvor der blev spillet musik i flere sale, og hvis største begivenhed var en konkurrence med amatørjazzorkestre. I 1962 vandt Leonardo Pedersens Jazzkapel, og i 1963 vandt Brødrene Vogels Kvartet. Copenhagen Jazz Festival blev for første gang et varemærke i 1964, hvor der blev etableret en koncertrække med førende amerikanske kunstnere. Thelonius Monk (som dokumenteret i Clint Eastwoods dokumentarfilm Straight, No Chaser fra 1988), Miles Davis, Sonny Rollins, Lee Konitz, Bill Evans, Stan Getz m.fl.
Førsteudgaven af Copenhagen Jazz Festival, der på dette tidspunkt var en dags koncerter med hhv. et eftermiddags og aftenprogram, fandt sted i K.B. Hallen søndag den 4. oktober 1964 med blandt andre Miles Davis Quintet, hvor man for første gang i København kunne opleve Wayne Shorter, Herbie Hancock, Ron Carter og Tony Williams. Samme år kunne man også opleve Coleman Hawkins, Niels-Henning Ørsted Pedersen, Bent Jædig og Thad Jones. Koncertrækken Copenhagen Jazz Festival fandt sted i Tivolis Koncertsal i årene 1965-1969.

## Copenhagen Jazz Festival 1979-2017
| År   | Udvalgte koncerter | Antal spillesteder | Anslået antal koncerter |
| ---- | --- | ------------------ | ----------------------- |
| 1979 | Sonny Rollins Quintet, Pharaoh Sanders, Weather Report, Benny Waters, Bob Brookmeyer / Jim Hall, Count Basie, Carla Bley, Ella Fitzgerald / Joe Pass, Horace Parlan / Doug Raney Quartet, Oscar Peterson / Stéphane Grapelli / Niels-Henning Ørsted Pedersen, Ron Carter Quartet, Svend Asmussen, Aske Bentzon, Thad Jones & Bent Jædig, Dollar Brand, Roland Hanna & Thad Jones Quartet, Leonardos Jazzkapel, Papa Bue, New Jungle Orchestra, Clark Terry | 14                 | 80                      |
| 1980 | Art Farmer Quartet, Chet Baker, Brecker Brothers, Stan Getz, Jan Garbareks Orkester, Dizzy Gillespie Quartet, Freddie Hubbard Quintet, George Adams / Don Pullen Quartet, John Lee Hooker, Ray Charles, Kenny Drew, John Tchicai, Etta Cameron, Cadentia Nova Danica, Buki-Yamaz, Egberto Gismonti, Pat Metheny Group, Dollar Brand, Svend Asmussen, David Liebman, Chico Hamilton | 23                 | 110                     |
| 1981 | Gil Evans Orchestra, Herbie Hancock Quartet, Chico Freeman, Art Pepper Quartet, Bennie Wallace Trio, Chick Corea Quartet, Jazz-Rock Summit feat. Michael Brecker, Randy Brecker, Janne Schaffer, Stefan Nilsson & Per Lindvall, Eddie Palmieri, James Blood Ulmer, Dollar Brand, Finn Ziegler, Jesper Thilo | 26                 | Ukendt                  |
| 1982 | Bennie Carter Group, Jack Walrath Group, Joe Pass / Niels-Henning Ørsted Pedersen Duo, Kenny Drew solo, Palle Mikkelborg's Entrance, Milton Nascimento, Egberto Gismonti, Sun Ra Arkestra, Charles Lloyd, Michel Petrucciani, Gerry Mulligan Big Band, Bobby McFerrin, Miroslav Vitous, Steps feat. Michael Brecker, Mike Manieri, Don Grolnick, Eddie Gomez & Peter Erskine, Freddie Hubbard / Joe Henderson / Kenny Barron / Ron Carter / Tony Williams, Horace Parlan, Bent Jædig, Clinch, Ernie Wilkins Almost Big Band | 22                 | 100                     |
| 1983 | Art Blakey and His Jazz Messengers, Bobby McFerrin Solo and Baden Powell Solo, Charles Lloyd Quartet, Dizzy Gillespie, McCoy Tyner / Elvin Jones, Duke Jordan Solo Piano, Jan Garbarek Group & Kenny Drew Solo Piano | 24                 | 180                     |
| 1984 | Kenny Drew's Trio, Mose Allison Trio, Niels-Henning Ørsted Pedersen Trio, Randy Brecker / Eliane Elias Group, Duke Jordan / Jesper Lundgaard Duo, Stanley Clarke / Miroslav Vitous Duo, Johnny Griffin / Eddie "Lockjaw" Davis Group, Stanley Clarke, Archie Shepp, Arthur Blythe, Egberto Gismonti / Naná Vasconcelos, Jerry Gonzales, Dollar Brand Septet, Don Pender, Casiopea | 26                 | 160                     |
| 1985 | Gilberto Gil Group, McCoy Tyner Trio, Jack DeJohnette Special Edition, Jamaaladeen Tacuma Group, Baltimore Peabody Ragtime Ensemble, Bob Moses Group, Count Basie Orchestra, Frontline, Jimmy Witherspoon / Dee Dee Bridgewater Group, Joe Pass / Niels-Henning Ørsted Pedersen Duo, Etta Cameron Jazzgroup | 40                 | 268                     |
| 1986 | Wayne Shorter Quartet, Carla Bley Band, David Sanborn Group, Gil Evans Orchestra, John Scofield Group, Betty Carter Trio, Milton Nascimento, John Tchicai Quartet, Terri Lyne Carrington, Egberto Gismonti, Joe Henderson / Woody Shaw | 38                 | Ukendt                  |
| 1987 | Airto Moreira / Flora Purim, Chick Corea, Gary Burton Group, Gato Barbieri Group w. Bernard Purdie, John Scofield Group, Stan Getz Quartet, Kenny Drew / Jesper Lundgaard, Manhattan Transfer, C.V. Jørgensen, Ornette Coleman & His Prime Time Band w. special guest Don Cherry, Last Exit feat. Peter Brötzmann, Sonny Sharrock, Bill Laswell & Ronald Shannon Jackson | 35                 | Ukendt                  |
| 1988 | Art Blakey's Jazz Messengers, Dee Dee Bridgewater, Horace Silver Quintet, Michel Petrucciani / Gary Peacock / Roy Hanes, Lee Konitz / Joe Pass duo, Dizzy Gillespie Big Band, Irakere, Lee Konitz Nonet, Michel Camilo Trio, Tony Williams | 50                 | 354                     |
| 1989 | Allegro, Betty Carter, Henri Threadgill, Denny Christianson Big Band (CA), Michael Brecker Band, Monty Alexander & his Ivory and Steel Jamboree, New Music Orchestra 1989, Roy Rogers and the Delta Rhythm Kings & Super Diamono de Dakár | 53                 | Ukendt                  |
| 1990 | Dizzy Gillespie + United Nation Orchestra, Ladysmith Black Mambazo, Michael Brecker Band, Palle Mikkelborg 'Journey to…', Gary Burton Quintet, Wayne Shorter Group, Herbie Mann, Take 6 | 57                 | Ukendt                  |
| 1991 | Enrico Pieranunzi Trio, David Sanborn Band feat. Kenny Kirkland, Tom Barney, Al Foster, Don Alias, THE END, Kip Hanrahan w. Jack Bruce, Michel Camilo Quintet, Yellowjackets & Michael Franks, Bob Berg, Mike Stern Quartet, Robert Cray Band feat. Memphis Horns, Kip Hanrahan & Jack Bruce, Abdullah Ibrahim, Joe Lovano / Jim Hall 'Grand Slam’, Eliane Elias, Joe Henderson | 52                 | Ukendt                  |
| 1992 | Albert King, Return of the Brecker Brothers, Derek Bailey, The New Music Orchestra, Eliane Elias Group, Fajabefa Nordic Tour '92 feat. Charlie Haden, Jack DeJohnette, Niels-Henning Ørsted Pedersen Trio, Steve Coleman Five elements, Chick Corea & Mario Bauza | 51                 | Ukendt                  |
| 1993 | Sonny Rollins, Gil Scott Heron, John Abercrombie, Fourmost feat. Jimmy Smith, Herman Riley, Kenny Burrel, Grady Tate, The Wynton Marsalis Septet, Roy Hargrove Quintet, Bill Frisell Band, Dino Saluzzi 'Mojotoro Project', Arturo Sandoval & His Band, Elvin Jones, Maceo Parker & Roots Revisited, Palle Mikkelborg & Niels-Henning Ørsted Pedersen Trio, New Orleans Original Brass Band, Lluis Vidal, Gangstarr Quartet feat. Guru, Donald Byrd & Roy Ayers ‘Jazzmatazz’, Once Around The Park | 52                 | 450                     |
| 1994 | Oscar Peterson Trio, Buddy DeFranco & Terry Gibbs Quintet, Lionel Hampton and His Golden Men of Jazz, Thomas Clausen Trio feat. Gary Burton, Gateway, John Abercrombie, Dave Holland, Jack DeJohnette, Mike Stern Group feat. Dave Weckl, Svend Asmussen, Steve Coleman & The Metrics, Egberto Gismonti, Django Bates, Joakim Milder | 64                 | Ukendt                  |
| 1995 | Art Farmer - Benny Golson Jazztet, B.B.King, Thomas Blachman meets Al Agami and Remee, Wynton Marsalis & Lincoln Center Jazz Orchestra, Django Bates & Delightful Precipice, Eddie Harris Jazzfunk Explosion | 54                 | Ukendt                  |
| 1996 | Abbey Lincoln, Horace Silver Septet, Jan Garbarek Group, Marilyn Mazur's Future Song, Michel Petrucciani, Niels-Henning Ørsted Pedersen m. Renée Røsnes, Ulf Wakenius, Jonas Johansen og Radiopigekoret, Svend Asmussen Quartet, Wayne Shorter Group, Chick Corea, Wallace Roney, Joshua Redman, Christian McBride & Roy Haynes, Abdullah Ibrahim & Joe Lovano/Jim Hall 'Grand Slam’, Davie Liebman, John Abercrombie, Herlin Riley, Kruder & Dorfmeister, Supersilent, Nils Petter Molvær | 57                 | Ukendt                  |
| 1997 | Herbie Hancock feat. Michael Brecker, Pat Metheny & Dave Holland, Eric Clapton feat. Steve Gadd, Marcus Miller, David Sanborn & Joe Sample, Svend Asmussen Quartet, James Hardway Group, Joe Lovano Quartet & Maceo Parker, Etta Cameron & The Voices of Joy, Arne Domnerus Trio, Renee Rosnes | 50                 | 450                     |
| 1998 | Tony Bennett, Barbara Best Singers, Cassandra Wilson, Charles Lloyd Quartet, Joe Louis Walker & The Bosstalkers, Zaniwul Syndicate, Mingus Big Band, Niels-Henning Ørsted Pedersen solo, Mats Gustafsson & Keith Rowe, Louis Moholo, OK Nok Kongo feat. John Tchicai, Cæcilie Norby & Danish Radio Jazz Orchestra, Marilyn Mazur, Future 3, Eddie Gomez solo | 48                 | 500                     |
| 1999 | Keith Jarrett, Herbie Hancock, Tony Bennett, Dianne Reeves, Ralph Izizarry & Timbalaye, Gary Peacock, Jack DeJohnette, Thomas Franck Quartet, Chick Corea & Origin feat. Gary Burton, Ed Thigpen Trio, Niels-Henning Ørsted Pedersen Trio, Svend Asmussen, Palle Mikkelborg, Adam Nussbaum Trio, Ginman/Jørgensen, Tys Tys | 60                 | Ukendt                  |
| 2000 | Diana Krall, Roy Haynes, Toots Thielemans, Tony Bennett, Michael Brecker / Pat Metheney, Richard Galliano, Natalie Cole, Curtis Stigers, Maria Schneider, McCoy Tyner, Wallace Roney / Jimmi Cobb, Avishai Cohen, Tys Tys, Once Around The Park, Ernie Wilkins Big Band feat. Clark Terry, Regina Carter | 70                 | Ukendt                  |
| 2001 | Ray Charles, Charlie Haden, Wayne Shorter, Olu Dara, Richard Bona, Dianne Reeves, Bill Frisell, Nnenna Freelon, Peter Brötzmann, Marilyn Mazur, Mike Stern, Joe Lovano, Clark Terry, Marilyn Crispell, Django Bates, Bugge Wesseltoft, Hanne Boel, Jon Balke Grand Magnetic | Ukendt             | Ukendt                  |
| 2002 | Palle Mikkelborg & Ars Nova, John Scofield, Joe Lovano, Dave Holland, Al Foster, Miroslav Vitous, Michel Portel, Richard Galliano, Svend Asmussen, Pablo Ziegler, Doug Raney, Ed Thigpen, Finn Ziegler, Maceo Parker, Randy Crawford, Django Bates, Tim Berne, Copenhagen Art Ensemble, Thomas Lehn / Paul Lovens, Peter Bastian | Ukendt             | Ukendt                  |
| 2003 | Dianne Reeves, Tony Bennett, Tomasz Stanko, Herbie Hancock, Cassandra Wilson, Dee Dee Bridgewater, Svend Asmussen, Louis Sclavis, Arve Henriksen, Charanga Habanera, Sidsel Endresen, Bugpowder, Fredrik Lundin Basalt, Palle Mikkelborg, Beatiful Day, Ben Street, Ikscheltaschel, T.I.G. | 90                 | 800                     |
| 2004 | Herbie Hancock feat. Wayne Shorter, Dave Holland & Brian Blade, Gilberto Gil, Tomasz Stanko, John Scofield, Danilo Perez, Keith Jarrett Trio, Ahmad Jamal, Milton Nascimento, Dianne Reeves, Albert “Tootie” Heath, Johnny Griffin, Povl Dissing & Benny Andersen, The Bad Plus, Diana Krall | Ukendt             | Ukendt                  |
| 2005 | Chick Corea, Hermeto Pascoal, Zaniwul Syndicate, Yusuf Lateef, Pierre Dørge & New Jungle Orchestra, Madeleine Peyroux, Curtis Stigers, Jan Garbarek & The Hilliard Ensemble, Brad Mehldau, Gary Burton Quintet, Roy Haynes, Joe Lovano / Hank Jones, Babakarej, Kirsten Ketcher, Bugpowder, Bleeder Group, Marc Ducret, Bugge Wesseltoft, Matthew Herbert, GinmanBlachmanDahl, Marilyn Mazur, Efterklang, George Duke | 95                 | Ukendt                  |
| 2006 | Herbie Hancock, Svend Asmussen Quartet, Salif Keita, Tony Allen, Gotan Project, Pat Metheny, Michel Camilo, Richard Bona, Sergio Mendes, Brad Mehldau, Dianne Reeves, John Scofield / Jack DeJohnette / Larry Goldings, Fred Frith, Otomo Yoshihide, DR Big Band, Maria Laurette Friis, Chris Cheek, Henry Grimes | Ukendt             | Ukendt                  |
| 2007 | Joshua Redman Trio, Kenny Garrett Quartet, Jan Garbarek Group, McCoy Tyner, Zawinul Syndicate, Mavis Staples, Medeski, Scofield, Martin & Wood, Yellowjackets, Tomasz Stanko, Maceo Parker, Tower of Power, Eliane Elias, Kurt Elling, George Clinton, Bojan Z, Johann Johansson, Bajofondo Tangoclub, Joey DeFrancesco, Fred Frith, Natacha Atlas, Jørgen Leth | 89                 | 900                     |
| 2008 | Ornette Coleman, Wayne Shorter, Cassandra Wilson, Annette Peacock, Denmark's New Jungle Orchestra, Joe Lovano, Ravi Coltrane, Dave Liebman, Brad Mehldau Trio, Angelique Kidjo, David Murray, Maceo Parker Black Saint Quartet, Jason Moran, Charles Loyd Quartet & The Zawinul Syndicate | Ukendt             | Ukendt                  |
| 2009 | Chick Corea, Blind Boys of Alabama, Dianne Reeves / Lizz Wright / Angelique Kidjo / Simone, Palle Mikkelborg “Aura”, Bajofondo, Spanish Harlem Orchestra, Aaron Parks, Daedelus, Dee Dee Bridgewater, George Duke, James Taylor, Jose Gonzalez, Sebastian, Yusuf Lateef | 99                 | 900                     |
| 2010 | Herbie Hancock, Elvis Costello, Diana Krall, Martha Wainwright, Joe Lovano & DR Big Bandet, Caetano Veloso, Marcus Miller & Esperanza Spalding, Scott DuBois, Vijay Iyer, Gratchen Parlato, Joshua Redman Double Trio, Jason Moran Bandwagon, Mark Turner / Larry Grenadier / Jeff Ballard, Eddie Palmieri, Caroline Henderson, David Sanborn / Joey De Francesco / Steve Gadd, Bill Frisell, Raul de Souza, Dianne Reeves, Evan Parker, Fred Frith, Chris Corsano, John Abercrombie | 96                 | Ukendt                  |
| 2011 | Sonny Rollins, Keith Jarrett / Gary Peacock / Jack DeJohnette, Bobby McFerrin, Mike Stern, Dianne Reeves / Lizz Wright / Angelique Kidjo, Juhani Aaltonen, Gary Burton, Abdullah Ibrahim, Bunky Green, Charles Lloyd, Terence Blanchard, Brad Mehldau / Joshua Redman, Oumou Sangare, Ebo Taylor, Raul Midon / Richard Bona, Larry Graham & Central Station, Palle Mikkelborg, Michael Blake, Hamid Drake, Andrew Cyrille, The Pyramids, Girls In Airports, Quadron | 106                | 1100                    |
| 2012 | Brad Mehldau Trio, Anoushka Shankar, Miles Smiles, Wayne Shorter Quartet, Choir of Young Believers, Caroline Henderson, The John Scofield Hollowbody Band, Girls in Airports, Vijay Iyer, Jim Hall, Ambrose Akinmusire, Joe Lovano / Dave Douglas, Neneh Cherry & The Thing, Goran Kajfes, The Necks, Nosaj Thing, Chalie Hunter, Milton Nascimento, Lezek Mozdzer, Concha Buika, Getatchew Mekuria, The Ex, Bassakou Kouyate, Tony Allen, Lee Konitz, James Blood Ulmer | 109                | Ukendt                  |
| 2013 | Marcus Miller & Richard Bona, Cassandra Wilson, Dianne Reeves, Macy Gray & David Murray Infinity Quartet, Cæcilie Norby, Medeski, Martin & Wood, Becca Stevens, Thundercat, Tomasz Stanko, Ibrahim Maalouf, Mariam The Believer, Paul Jackson, Joelle Leandre, Bill Frisell, Charles Lloyd / Zakir Hussein / Eric Harland, Joe Lovano, Tower of Power, Warren Wolf, Billy Cobham, Sunny Murray, Tyshawn Sorey, Phil Minton, Enrico Pieranunzi, Arturo Sandoval, Betty LaVette, Branford Marsalis, Terence Blachard | 97                 | Ukendt                  |
| 2014 | Gregory Porter, Chick Corea & Stanley Clarke, The John Scofield Überjam Band, Joey DeFrancesco Trio, Tinariwen, Concha Buika, Daniel Puente Encina, Thurston Moore & Mats Gustafsson, Christian McBride Trio, Hiromi, Cæcilie Norby, Stacey Kent, Danilo Perez / Brian Blade / John Patitucci, Christan McBride Trio, The Thing, Dave Holland Prism, Jakob Bro / Thomas Morgan / Jon Christensen / Palle Mikkelborg, Shashank Subramanyam, Joshua Redman Quartet, Manu Katche / Richard Bona, Aaron Parks, Joey Alexander, Stian Westerhus, Melissa Aldana, Selvhenter, Josephine Forster feat. Michael Zerang, Juju & Jordash, Kassem Mosse, Søren Kjærgaard / Simon Steen-Andersen | 100                | Ukendt                  |
| 2015 | Tony Bennett & Lady Gaga, Herbie Hancock & Chick Corea, Caetano Veloso & Gilberto Gil, Brad Mehldau Trio, Dr. John, Rhiannon Giddens, Savage Rose, Michel Camilo, Gary Peacock Trio, Yellowjackets, The Bad Plus, Joshua Redman, Salif Keita, Jamie Cullum, Dianne Reeves, Al Jarreau, Enrico Pieranunzi, Vijay Iyer, Fire! Orchestra, Jason Moran, Eve Risser, Bill Frisell, Ben Sidran, Blood Sport, Charles Hayward, Toto La Momposina, Orlando Julius, Nate Wooley, Maria Faust, Okkyung Lee | 95                 | 1300                    |
| 2016 | Burt Bacharach, Gregory Porter, Pat Metheny, Dee Dee Bridgewater, Richard Bona & Mandekan Cubano, Branford Marsalis Quartet ft. Kurt Elling, Charles Lloyd New Quartet, Sun Ra Arkestra directed by Marshall Allen, GoGo Penguin, Melanie De Biasio, Gino Vanelli, Lizz Wright, Bixiga 70, Ed Motta, Egberto Gismonti, Arturo Sandoval, Gary Peacock, Meshiya Lake, Tomasz Stanko, Alexander von Schlippenbach, Micachu, DR Big Bandet, Marilyn Mazur Shamania | 120                | 1400                    |
| 2017 | Anoushka Shankar, Herbie Hancock, Jamie Cullum, Woody Allen, Norah Jones, Erykah Badu, Bill Frisell Trio, Oumou Sangaré, Roberto Fonseca, Jason Moran solo, Ambrose Akinmusire, Mark Guiliana, Eliane Elias, Jan Garbarek Group, Lee Konitz / Dan Tepfer, Dee Dee Bridgewater, Curtis Stigers, Cory Henry & The Funk Apostles, David Sanborn, Youn Sun Nah, Coco O., Kira Skov & Maria Faust, Mikkelborg / Lundin / Dahl / Ginman / Blachman, Sølvtøjet, August Rosenbaum, Phronesis, MoGoToYoYo, Matana Roberts, The Music of Nicolai Munch-Hansen | 128                | 1425                    |

## Præ-Copenhagen Jazz Festival koncerter 1962-1974
| År og sted(er)                                                       | |
| -------------------------------------------------------------------- | --- |
| 1962, Odd Fellow Palæet                                              | Jazzkonkurrence: Leonardo Pedersens Jazzkapel (vinder) |
| 1963, Odd Fellow Palæet                                              | Jazzkonkurrence: Brødrene Vogels Kvartet (vinder) |
| 1964, 4. oktober, K.B. Hallen                                        | Miles Davis Quintet feat. Wayne Shorter, Herbie Hancock, Ron Carter & Tony Williams, George Russell Sextet feat. Thad Jones, Niels-Henning Ørsted Pedersen Sextet, Dave Brubeck Quartet, Chicago All Stars, Sister Rosetta Tharpe, Original Tuxedo Jazz Band, Arnvid Meyers Orkester, Dreamland Jam Band |
| 1965, 31. oktober, Tivolis Koncertsal                                | Sonny Rollins, Dakota Staton, Ornette Coleman, Earl Hines, Lennie Tristano, Lee Konitz & Bill Evans, Art Blakey and his New Jazz Messengers |
| 1966, 10.-11. november, Tivolis Koncertsal                           | Max Roach, Willie ”The Lion” Smith, Dave Brubeck Quartet, Stan Getz Quartet, Sonny Rollins Trio, Albert Ayler Trio |
| 1967, 1.-2. november, Tivolis Koncertsal                             | Miles Davis Quintet, Sarah Vaughan, Gary Burton Quartet, Thelonious Monk Orchestra, Barney Kessel, Larry Coryell Group, Archie Shepp |
| 1968, 27.-29. oktober, Tivolis Koncertsal                            | Muddy Waters, Horace Silver Quintet, Dizzy Gillespie, Count Basie, Gary Burton Quartet, Red Norvo, Art Blakey’s Jazz Messengers, Elvin Jones Trio, Max Roach, Sunny Murray |
| 1969, 23. oktober i Odd Fellow + 1.-4. november i Tivolis Koncertsal | Sarah Vaughan, Duke Ellington & Newport All Stars, Miles Davis Quintet feat. Wayne Shorter, Chick Corea, Dave Holland & Jack DeJohnette, Cecil Taylor, Gary Burton Quartet, Ray Charles, Lionel Hampton Octet                                                                                            |
| 1970, Tivolis Koncertsal                                             | Charles Mingus Quintet, Earl Hines, Gerry Mulligan/Dave Brubeck Quartet, Modern Jazz Quartet, Buddy Rich Big Band, Anita O’Day |
| 1971, 8. november + 9. november, Tivolis Koncertsal                  | Miles Davis Quintet feat. Keith Jarrett, Don Alias, Gary Bartz, Mike Henderson, James Mtumu & Leon “Ndugu” Chandler, Ornette Coleman Quartet, The Giant of Jazz feat. Dizzy Gillespie, Thelonious Monk & Art Blakey, Preservation Hall Jazzband, Duke Ellington                                          |
| 1974, Falkoner Centret                                               | McCoy Tyner Quartet, Sonny Rollins Quintet, Stan Getz, Garo Barbieri, Remembering Charlie Parker feat. Earl Hines, Jay McShann, Charles McPherson, Billy Eckstine, Dizzy Gillespie/Sonny Stitt Quintet                                                                                                   |

## Spillesteder
- Copenhagen Jazzhouse
- Det Kongelige Teater
- Operaen
- Koncerthuset
- Den Sorte Diamant
- La Fontaine
- Jazzhus Montmartre
- Tivoli
- Jazzcup
- Det Kongelige Danske Haveselskab
- Charlottenborg
- Kongens Have
- Huset i Magstræde
- Skuespilhuset
- Christianshavn Beboerhus
- Jazz Club Loco
- Christians Kirke
- Kulturhuset Islands Brygge
- Pressen, Politikens Hus
- Prøvehallen
- Amager Bio
- og mange flere

## Plakatkunstnere
- 1979: Ukendt
- 1980: Ukendt
- 1981: Ukendt
- 1982: Pia Schutzmann
- 1983: Per Arnoldi
- 1984: Niels Reumert
- 1985: Bo Bonfils
- 1986: Jens Jørgen Thorsen
- 1987: Hans Henrik Lerfeldt
- 1988: Tom Krøjer
- 1989: Bent Carl Jacobsen
- 1990: Erik Rasmussen
- 1991: Poul Janus Ipsen
- 1992: Knud Odde
- 1993: Egon Fischer
- 1994: Leif Sylvester
- 1995: Jørgen Nash
- 1996: Lars Ravn
- 1997: Henrik Have
- 1998: Dorte Dahlin
- 1999: Per Kirkeby
- 2000: Bjørn Nørgaard
- 2001: Ejler Bille
- 2002: Ib Spang Olsen
- 2003: Per Arnoldi
- 2004: Evren Tekinoktay
- 2005: HuskMitNavn
- 2006: Jonas Hecksher / e-types
- 2007: Henrik Vibskov
- 2008: Kasper Eistrup
- 2009: Tal R
- 2010: Søren Solkær Starbird
- 2011: Kirstine Roepstorff
- 2012: Leo Scherfig
- 2013: Søren Benchke / Papfar
- 2014: Mikkel Sommer
- 2015: Julie Nord
- 2016: Halfdan Pisket
- 2017: Rasmus Meisler